# 阿默韦勒
阿默韦勒（法語：Ameuvelle，法語發音：[amøvɛl] ⓘ）是法国大東部大區孚日省的一个市镇，属于埃皮纳勒区。

## 地理
阿默韦勒（47°56'33"N, 5°56'46"E）面积5.56 平方千米，位于法国大東部大區孚日省，该省份为法国东北部内陆省份，北起默兹省和默尔特-摩泽尔省，西接上马恩省，南至上索恩省和贝尔福地区省，东临上莱茵省和下莱茵省。
与阿默韦勒接壤的市镇（或旧市镇、城区）包括：马丹韦勒、勒涅韦勒、布斯罗库尔、容韦勒、蒙库尔、武热库尔。

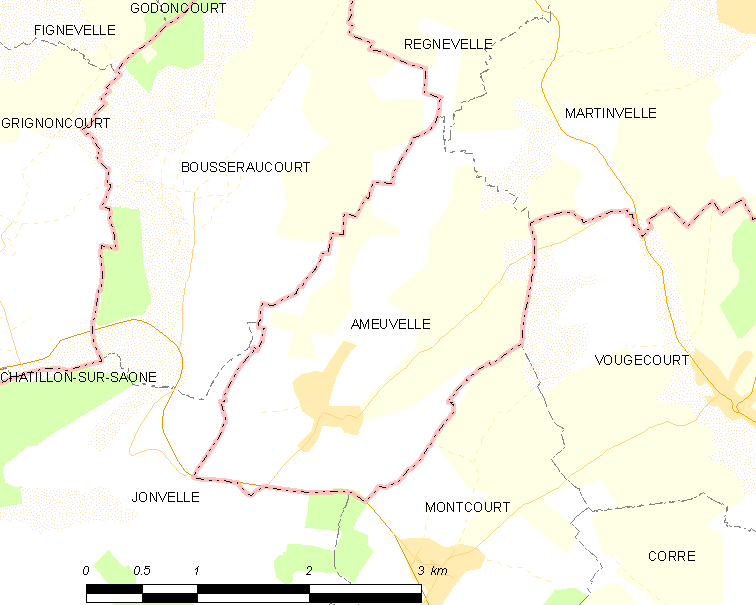
阿默韦勒的OSM定位图

阿默韦勒的时区为UTC+01:00、UTC+02:00（夏令时）。

## 行政
阿默韦勒的邮政编码为88410，INSEE市镇编码为88007。

## 政治
阿默韦勒所属的省级选区为达尔内县。

## 人口

1962-2008年间阿默韦勒人口变化图示

阿默韦勒于2022年1月1日时的人口数量为47人。